# تاريخ دلهي

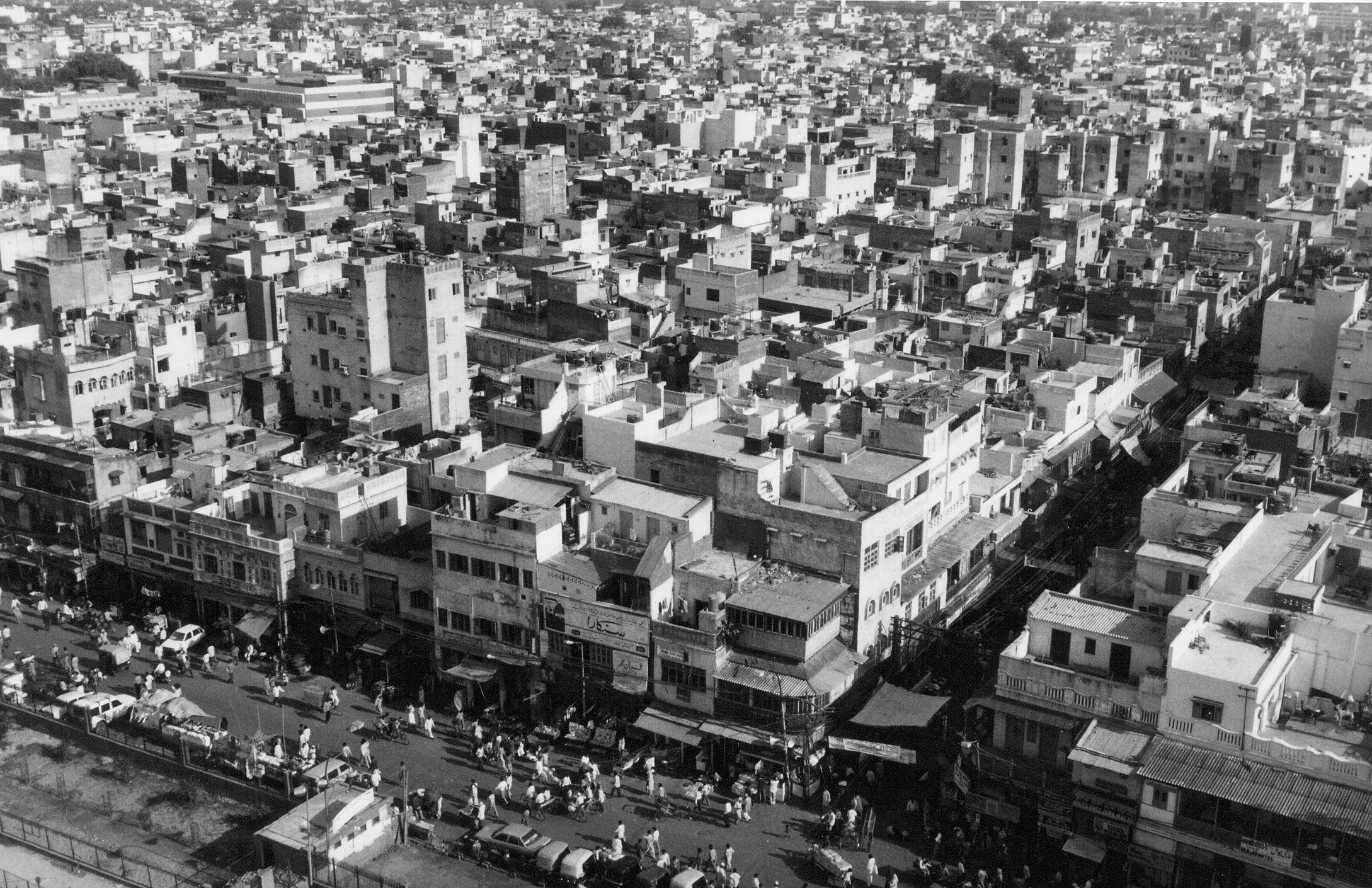

لمدينة دلهي تاريخ طويل، وهي مركز سياسي مهم للهند إذ اتُّخذت عاصمة لعدة إمبراطوريات. لا يوجد سجلات لمعظم تاريخ دلهي القديم وقد تُعدّ هذه الفترة مفقودة من تاريخها. تبدأ التغطية الشاملة لتاريخ دلهي مع بداية سلطنة دلهي في القرن الثاني عشر. منذ ذلك الحين، أصبحت دلهي مركزًا لسلسلة من الإمبراطوريات والممالك القوية، ما جعل دلهي من أقدم العواصم الباقية ومن أقدم المدن المأهولة في العالم. إنها مدينة بُنيت ودُمّرت وأُعيد بناؤها عدة مرات، إذ إن الدخلاء الذين غزوا شبه القارة الهندية، نهبوا العاصمة القائمة في دلهي، وأولئك الذين قدموا للغزو والبقاء، أُعجبوا بالموقع الاستراتيجي للمدينة فجعلوها عاصمتهم وأعادوا بناءها على طريقتهم الخاصة.
سلطنة دلهي هي الاسم المعطى لسلسلة من خمس سلالات متعاقبة ظلت قوة مهيمنة في شبه القارة الهندية وعاصمتها دلهي. تولى قطب الدين أيبك حكم سلطنة دلهي عام 1206. تشمل آثار سلطنة دلهي قطب منار والآثار المحيطة به وقلعة تغلق آباد. خلال هذه الفترة، أصبحت المدينة مركزًا للثقافة. سقطت سلطنة دلهي في عام 1526، عندما هزم ظهير الدين بابر قوات السلطان الأخير في دلهي، إبراهيم اللودهي، في معركة باني بت الأولى وشكّل سلطنة مغول الهند.
حكمت سلطنة مغول الهند المنطقة مدة ثلاثة قرون. خلال القرن السادس عشر، تراجعت المدينة مع انتقال العاصمة المغولية. بنى الإمبراطور المغولي الخامس شاه جهان مدينة شاه جهان آباد المسوَّرة داخل دلهي ومعالمها والحصن الأحمر والمسجد الجامع. وصلت الإمبراطورية في عهده إلى ذروتها. بعد وفاة خليفته أورنكزيب، شهدت الإمبراطورية المغولية سلسلة من الثورات وخسرت أجزاء كبيرة لصالح إمبراطوريتي ماراثا والسيخ، وتعرضت دلهي للنهب والتدمير على يد نادر شاه. استولت شركة الهند الشرقية البريطانية على دلهي في عام 1803.
خلال حكم الشركة في الهند، تقلّص دور الإمبراطور المغولي بهادر شاه الثاني ليصبح مجرد رئيس صوري. سعت ثورة الهند عام 1857 إلى إنهاء حكم الشركة وأعلنت بهادر شاه الثاني إمبراطورًا على الهند. ومع ذلك، سرعان ما استعاد البريطانيون سيطرتهم على دلهي والأقاليم الأخرى، وأنهوا الثورة قصيرة العمر. أعلن هذا أيضًا بداية الحكم البريطاني المباشر في الهند. في عام 1911، نُقلت عاصمة الهند البريطانية من كلكتا إلى نيودلهي، وهي آخر مدينة داخلية في دلهي صمّمها إدوين لوتينز.
بعد استقلال الهند عن البريطانيين، أصبحت نيودلهي عاصمة جمهورية الهند المشكَّلة حديثًا.

## مدن دلهي
يُقال أن دلهي كانت موقعًا لما مجموعه سبع مدن مختلفة على مر العصور. صاغ المؤرخون في الحقبة الاستعمارية عبارة مدن دلهي السبع وأشارت في الأصل إلى مستوطنات العصر الإسلامي فقط، أي مواقع السلطنة والحكام المغول. وعلى هذا تتضمن القائمة الكلاسيكية لمدن دلهي السبع المواقع التالية:
1. مجمع قطب منار/مهرولي: موقع العاصمة الأولى لسلطنة دلهي، طُوّر في الغالب خلال حكم سلالة المماليك (العبيد) بين عامي 1192 و 1290 الذين عززوا دفاعات الحصون الموجودة مسبقًا والمعروفة باسم لالكوت وكيلا راي بيثورا وشيّدوا أبنية جديدة داخل حدودها.[8]
2. سيري: أُنشأها علاء الدين الخلجي لأول مرة كمخيم للحماية من غزو المغول، وحُصِّنت في عام 1303 للميلاد تقريبًا.[9]
3. تغلق آباد: بناها غياث الدين تغلق في عام 1320 للميلاد تقريبًا.[10]
4. جهان بناه: تعني حرفيًا ملاذ العالم، أُنشئت ببناء جدارين طويلين يربطان بين أول موقعين لدلهي (مجمع قطب منار/مهرولي وسيري)، بناها محمد بن تغلق في عام 1325 للميلاد تقريبًا.[11]
5. فيروز آباد: بناها فيروز شاه تغلق في عام 1354 للميلاد تقريبًا.[12]
6. دينباناه: تعني حرفيًا حرم الإيمان، بناها نصير الدين همايون وشيرغاره بناها شير شاه صوري، وكلاهما في المنطقة القريبة من الموقع المفترض لإندرابرستا الأسطورية (1538-1545).[13]
7. شاه جهان آباد: المدينة المسوَّرة التي بناها شاه جهان من 1638 إلى 1649، وتضم الحصن الأحمر وتشاندني تشوك المعروفة حاليًا باسم دلهي القديمة.[14]

ومع ذلك، لا تأخذ هذه القائمة الكلاسيكية في الحسبان العديد من المستوطنات الأخرى التي أُنشئت قبل الحكم الإسلامي وأثناءه وبعده في المنطقة التي يطلق عليها عادة «مثلث دلهي» ويحدّها من الجنوب والغرب سلسلة أرافالي، المعروفة محليًا باسم دلهي ريدج، ومن الشرق نهر يامونا.
من ضمن المواقع الأكثر أهمية:
- إندرابرستا: يُعتقد أن المدينة القديمة الأسطورية أُنشئت قبل 5000 عام، وفقًا للملحمة الهندية القديمة مهابهاراتا. يجمع تقليد عريق بين دلهي وإندرابرستا ويربط المدينة الأسطورية مع قرية أندربات التي استمرت حتى أوائل القرن العشرين داخل بورانا كيلا. ومع ذلك، لا يتوفر أي دليل أثري ملموس يربط «الأواني الرمادية المطلية» التي عُثر عليها في بورانا كيلا مع موقع بهاراتا خاندا.[17]
- سراجقند (أنانغبور): مستوطنة تابعة لسلالة تومارا يعود تاريخها إلى القرن التاسع أو العاشر، ويوجد فيها خزان مائي كبير.
- لالكوت: يُزعم أن حاكم سلالة تومارا، أنانغبال، بناها في عام 1052 للميلاد تقريبًا.
- كيلا راي بيثورا: يُزعم أن بريثفيراج تشوهان بناها في عام 1180 للميلاد تقريبًا ووسّع لالكوت وحصّنها ضد الغزاة. ثم أعيد تطوير هذه المنطقة التي تسمى الآن مهرولي كمقرٍّ لسلالة المماليك (العبيد) الذين بنوا مجمع قطب منار داخل حدودها.
- مجمع لودهي: بنته سلالتا السيد واللودهي في القرن الخامس عشر وأوائل القرن السادس عشر.
- دلهي لوتينز أو نيودلهي: أُعلنت المدينة التي بناها البريطانيون عاصمة في 12 ديسمبر 1911. في 12 ديسمبر 2011 احتفلت نيودلهي بمرور 100 عام عليها كعاصمة وطنية للهند.[18]

تشمل دلهي الحديثة، أي إقليم العاصمة الوطنية، جميع المواقع المذكورة آنفًا (ما عدا سراجقند التي تقع جنوب حدود دلهي الإدارية مع ولاية هاريانا). يمكن أن تتضمن الإصدارات الحديثة من قائمة مدن دلهي السبع مجموعة مختلفة من المستوطنات لأسباب عديدة. تميل الإفادات الرسمية مثلًا إلى اعتبار لالكوت/كيلا راي بيثورا التي أسسها الراجبوت أول مدينة في دلهي.

## التاريخ المبكر
تشمل المواقع المهمة في دلهي التي تعود إلى ما قبل التاريخ أنانغبور (في منطقة باداربور)، بالإضافة إلى حفريات هارابان بالقرب من ناريلا وناند ناغاري. تستند الإشارات إلى تاريخ دلهي في الأدب القديم على الخرافات والأساطير. وفقًا للملحمة الهندوسية مهابهاراتا، هناك مدينة تسمى إندرابرستا، «مدينة الإله إندرا»، كانت عاصمة باندافاس. هناك اعتقاد قوي بأن بورانا كيلا بُنيت على موقع إندرابرستا القديمة. جرى التنقيب عن الأواني السوداء المصقولة الشمالية (نحو 700-200 قبل الميلاد) في الموقع، وعُثر على قطع من الأواني الرمادية المطلية على السطح، ما يشير إلى وجود مستوطنة أقدم تعود ربما إلى عام 1000 قبل الميلاد تقريبًا.
وفقًا للفولكلور الهندي، كانت دلهي موقعًا لإندرابرستا الرائعة والمترفة -عاصمة باندافاس في الملحمة الهندية مهابهاراتا- التي تأسست نحو 3500 قبل الميلاد. كانت واحدة من البراستا الخمسة أو «السهول» التي شملت سونيبات وباني بت وتيلبات (بالقرب من فريد آباد) وباغبت. سجّل المؤرخ الفارسي، فريشتا، الذي عاش في القرن السادس عشر أن دلهي أو ديلي أسّسها الراجا دهيلو قبل غزوات يافانا (اليونانيين). أشار الملوك بعد ذلك إلى الغزاة المسلمين الأوائل باسم يافانا.